# Potenciálně nebezpečná planetka
Potenciálně nebezpečná planetka (anglicky Potentially Hazardous Asteroid, PHA) je označení pro takové těleso sluneční soustavy, které vzhledem ke své dráze a velikosti hrozí srážkou se Zemí. Planetka je považována za potenciálně nebezpečnou, je-li nejkratší vzdálenost její oběžné dráhy od oběžné dráhy Země menší než 0,05 astronomické jednotky (přibližně 7,5 milionu km) a její průměr větší než 150 m. Tato velikost je již dostatečná na to, aby planetka nebyla zachycena atmosférou a způsobila úplnou devastaci rozsáhlých území (po dopadu na souš) případně ničivé tsunami (po dopadu do oceánu). Ke srážkám Země s planetkami této velikosti dochází jednou za 10 000 let, ale i častěji. Ke kategorizaci nebezpečnosti PHA se používá tzv. Turínská stupnice.

## Známé potenciálně nebezpečné planetky
V listopadu 2006 evidovala NASA 825 potenciálně nebezpečných planetek. Předpokládalo se, že v celé sluneční soustavě jich je mezi 1 000 a 1 100.[zdroj?] Hledání dalších takových planetek neustále pokračuje; každá objevená planetka je dopodrobna prozkoumána, aby se zjistila její dráha, velikost, složení a rotace. Tohoto hledání se účastní jak profesionální, tak i amatérští astronomové.
Počet potenciálně nebezpečných planetek však není stálý. V důsledku gravitačního působení jiných planet a jejich měsíců je dráha většiny asteroidů těžko předpovídatelná na větší dobu do budoucnosti. Některé potenciálně nebezpečné planetky se tak mohou časem stát běžnými planetkami nepředstavujícími pro Zemi hrozbu, ale i naopak – nové potenciálně nebezpečné planetky stále vznikají.

## Vývoj počtu známých PHA planetek
| Rok   | 1940 | 1950 | 1960 | 1970 | 1980 | 1990 | 1995                             | 2000 | 2005 | 2010 | 2011 | 2012 | 2013 | 2014 | 2015 | 2016 | 2017 | 2018 | 2019 | 2020 |
| ----- | ---- | ---- | ---- | ---- | ---- | ---- | -------------------------------- | ---- | ---- | ---- | ---- | ---- | ---- | ---- | ---- | ---- | ---- | ---- | ---- | ---- |
| Počet | 3    | 5    | 8    | 10   | 17   | 42   | 83[nenalezeno v uvedeném zdroji] | 215  | 648  | 1083 | 1175 | 1270 | 1351 | 1436 | 1525 | 1632 | 1745 | 1861 | 1945 | 2038 |

Údaje jsou k 1. 1. v daném roce.